# Kigeki
Kigeki (喜劇?) es un cortometraje anime producido en 2002 por el estudio de animación de Studio 4 °C. El film fue dirigido por Kazuto Nakazawa y utiliza la música de Franz Schubert "Ave Maria". En el film además se usa la pieza de Schubert titulada "Erlkönig".

## Reseña
Durante la Guerra de Independencia Irlandesa, una chica de 5 años salió en busca del misterioso Castillo del Demonio. Ella tenía la esperanza de conseguir los servicios del infame Espadachín Negro, quien fue mostrado como un oscuro, aunque habilidoso espadachín. Ella buscaba al espadachín para proteger su aldea de un inminente ataque de los soldados ingleses; sin embargo, el Espadachín Negro sólo aceptaría un género particular de libros como paga por sus servicios. Luego de recibir el libro, el espadachín se encerró en la lectura de la novela, la tapa del libro tenía el título de "Denny's comedy" ("Comedia de Denis"). La segunda noche en el castillo, mientras el espadachín leía el libro en la punta de un árbol, fue la única vez que la niña lo vio riéndose. Mientras ella esperaba ansiosamente que el Espadachín Negro terminara de leer la novela, los Ingleses se aproximaban a la aldea irlandesa. Como el ataque era inminente, el Espadachín Negro terminó la novela y se apresuró a interceptar a los ingleses en la aldea, donde rápidamente acabó con los Soldados Ingleses. Los cuerpos desaparecieron; la niña sabía lo que les paso, pero el espadachín le dijo que no le diga a nadie de los cuerpos, o de la forma en que él se reía mientras leía la novela; sino él la mataría y la "devoraría". Después de dejar la aldea y mientras reposaba en el campo con su caballo, la niña corre hacia él para agradecerle. Cuando el espadachín la mira, se vio que el Espadachín tenía 
manchas rojas en la parte inferior de su cara y su cuello.

## Producción
Este film corto fue producido y lanzado por el Studio 4 °C de Deep Imagination en la Región 2, que es un DVD con 5 films cortos en formato OVA. Este DVD es una colección de films de la serie Sweat Punch series etiquetada por Studio 4 °C.